# Klassisch-kubanischer Stil
Der Kubanische Stil bezeichnet einen Tanzstil der Salsa, auch „Casino“ oder „De la calle“ (= span.: „Straßen-“)Stil genannt.
Die unterschiedlichen Benennungen sollen bereits auf die Herkunft der kubanischen Salsa hinweisen: sie war sowohl in den vornehmen Casinos und Cabarets Havannas zu Hause als auch in den barrios und den ländlichen Gebieten der Insel. Dabei steht die kubanische Salsa in dem Dilemma, dass es in den 70er Jahren, als die Salsa entstand, schon keine Casinos und Cabarets in Kuba mehr gab. Diese wurden überwiegend von der kubanischen Oberschicht und den US-amerikanischen Touristen besucht und nach der kubanischen Revolution 1959 abgeschafft.
Daher lässt sich zwischen einem kubanischen „Casino-“ oder einem „De la Calle-Stil“ nicht unterscheiden.
Die kubanische Salsa wirkt eher spielerisch, rhythmisch und lebendig und hat keine klare Ausrichtung. Sie ist gewissermaßen „hemdsärmlig“ und wenig reglementiert. Dennoch gibt es für die verschiedenen, teilweise äußerst komplizierten und verwirrenden Figuren diverse Grundschritt-Kombinationen, die beherrscht werden müssen, um diese Figuren korrekt ausführen zu können.
Das wesentliche Merkmal des kubanischen Stils sind die Drehungen des Tanzpaares um einen gemeinsamen Mittelpunkt. Außerdem wird die Frau vom Partner fast nie losgelassen, was ihr relativ wenig Freiraum für eigene Interpretationen im Tanz lässt.

## Charakteristik
Die Tanzschritte beginnen normalerweise auf dem ersten Schlag des Taktes: 1,2,3,-,5,6,7,- (links, rechts, links, tap, rechts, links, rechts, tap). Der 4. und 8. Schlag bestehen aus einer Pause, in die meistens ein Tap gesetzt wird, der aber oft für den Betrachter, gerade bei sehr schnellen Stücken, kaum sichtbar ist und der Akzentuierung des Tanzrhythmus dient. Die Schritte können aber auch auf dem zweiten Taktschlag beginnen, dies wird "On 2" oder "Contratiempo" (span. für Offbeat) genannt. Die Richtung der Schritte ist recht frei, neben vor- und rückwärts sind auch Schritte seitwärts oder am Ort häufig.
Drehungen werden im Normalfall auf eine halbe Clave (1, 2, 3, oder 5, 6, 7) eher gelaufen, als auf einem Fuß auf dem Punkt gedreht. Bei der (selteneren) Doppeldrehung werden dementsprechend zwei Drehungen im gleichen Zeitraum ausgeführt.
Das Tanzpaar als Ganzes bewegt sich eher kreisförmig im Uhrzeigersinn umeinander.
In Soloeinlagen, die vor allem bei moderneren Varianten zum Einsatz kommen, werden oft Elemente aus anderen traditionellen kubanischen Tanzstilen wie Afrokubanische Rumba, Pilón und kubanischem Mambo sowie den verschiedenen afrokubanischen Religionen Santería, Palo Mayombe und Abakuá verwendet, besonders wenn die Musik ebenfalls gerade die entsprechenden Traditionen zitiert.

## Verhältnis zu anderen Stilen
Der kubanische Stil und linienbasierte Stile wie der New-York-Stil und der Puerto-Rico-Stil werden in der US-amerikanischen und europäischen Salsa-Szene oft als Konkurrenz empfunden.
Wegen technischer Unterschiede unter anderem bei der Ausführung der Drehungen, der Führung und der Bewegung im Raum haben Vertreter des kubanischen Stils oft Schwierigkeiten mit Vertretern der linienbasierten Stile zusammenzutanzen.